# СУ-122-44
СУ-122-44 — проект советской противотанковой САУ. Разработана в конструкторском бюро Уральского завода транспортного машиностроения.

## История создания
После принятия на вооружение СУ-100 был поднят вопрос о дальнейшем повышении огневой мощи самоходных артиллерийских установок. Существующая база Т-34-85 не давала возможности использовать новые длинноствольные орудия из-за перегрузки передних опорных катков и низкого гарантийного пробега. Для установок нового поколения требовалась иная база, лишённая недостатков присущих находящимся на вооружении машинам. С июня по октябрь 1944 года на Уральском заводе тяжёлого машиностроения был разработан ряд проектов самоходных артиллерийских установок с потенциалом последующей модернизации и повышения характеристик, а также с учётом всех недостатков существующих САУ. Одним из таких проектов была самоходная противотанковая пушка СУ-122-44 на базе нового среднего танка Т-44. В октябре 1944 года на техническом совете НКТП были рассмотрены пять проектов САУ: ЭСУ-100, СУ-122П, СУ-100М-1, СУ-100М-2 и СУ-122-44. По результатам рассмотрения лучшим был признан проект СУ-100М-2, поэтому по остальным проектам работы были свёрнуты.

## Описание конструкции
Самоходная артиллерийская установка СУ-122-44 проектировалась на базе танка Т-44. В передней части машины должна была располагаться рубка с боевым отделением. В качестве основного вооружения предполагалось устанавливать 122-мм нарезную противотанковую пушку Д-25С. Дополнительно с пушкой должен был быть спарен 7,62-мм танковый пулемёт ДТ. Для наведения орудия с закрытых позиций предполагалось использовать прицел М-30 с панорамой. При стрельбе прямой наводкой — ТШ-17.

## В массовой культуре
СУ-122-44 представлена в ММО-играх World of Tanks и её мобильной версии World of Tanks Blitz в качестве премиум ПТ-САУ 7-го уровня